# ビアホール
ビアホール（英: beer hall, 独: Bierpalast,ビヤホールとも）は、ビールをテーマとした飲食店である。

## 日本のビアホール

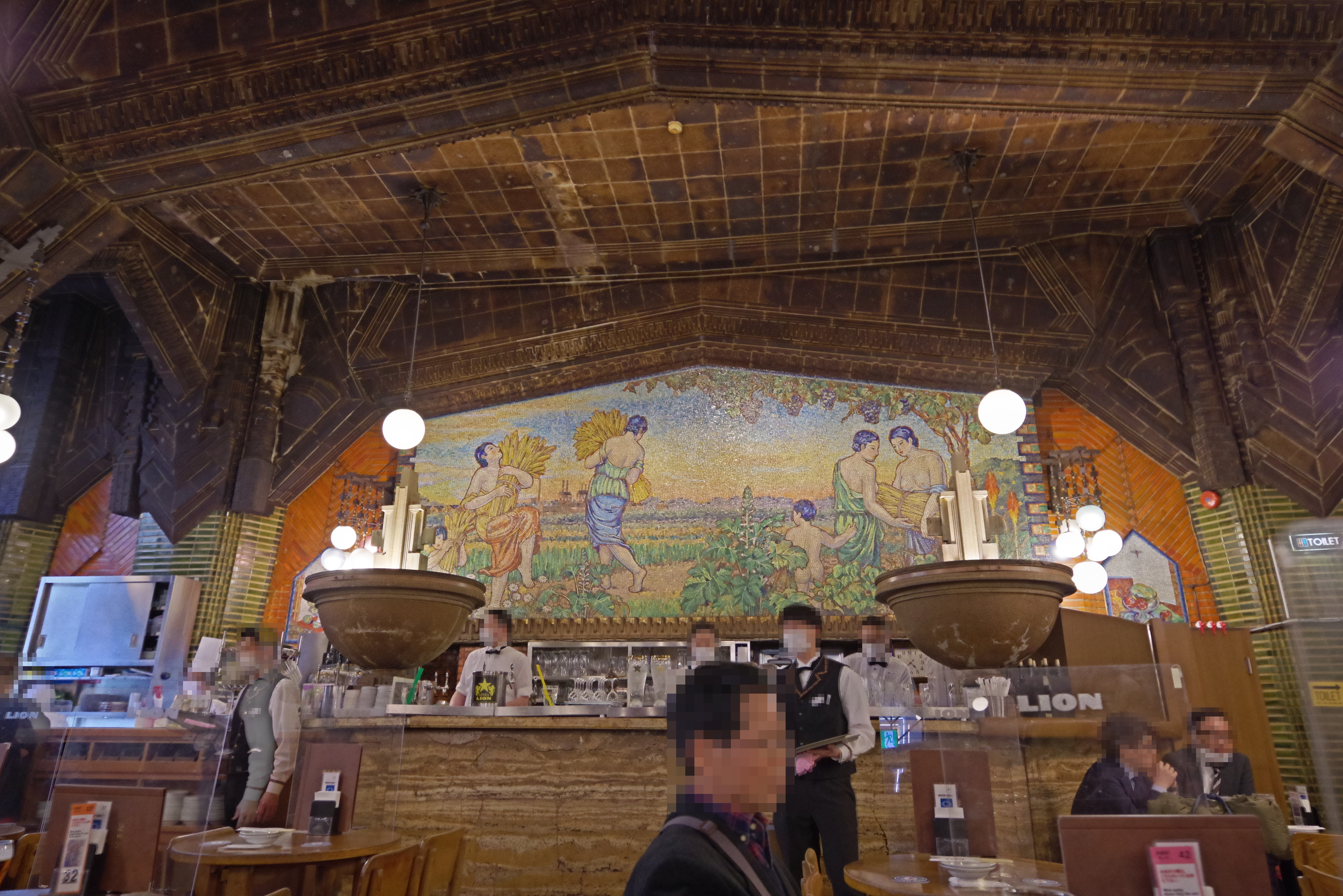
現存日本最古のビアホール、銀座ライオン銀座7丁目店

日本では1897年（明治30年）7月20日、大阪市北区中之島の大江橋南詰に大阪麦酒株式会社（現在のアサヒビール）によって、「氷室生ビール」と洋食をメニューにした本格的なビヤホール「アサヒ軒」が開かれたのが最初。その2年後の1899年（明治32年）8月4日、東京府京橋区南金六町5番地（現在の東京都中央区銀座8丁目）に、日本麦酒醸造株式会社（現在のサッポロビール）が「恵比寿ビヤホール」を開き、初めて「ビヤホール」の名称が使われた。これを記念して8月4日は「ビヤホールの日」とされた。同店では、ビール500mlが10銭で飲めたという記録がある。
ここが大繁盛したため、洋風なモダン建築の「ミルクホール」（接客業の性格が強い「カフェー」よりも安価で大衆的な喫茶店）などが次々に作られるようになった。
なお、日本最初の半屋外型のビアホールとしては、1875年（明治8年）に横浜市山手で「スプリング・バレー・ブルワリー」（現在の麒麟麦酒）の創始者であるウィリアム・コープランドが、醸造工場隣接の自宅を改装して開いた「スプリング・バレー・ビヤ・ガーデン」である。主に外国人居留者と外国船の船員向けであった。現在では一般的となった、工場で出来立てのビールを提供する飲食店「工場内ビアレストラン（ビール園やブルワリー内ビアホール）」のルーツとも言える。
第二次世界大戦中は、ビールが配給制になるなど営業が事実上できなくなっていたが、戦後の1949年（昭和24年）6月1日、東京で21箇所のビアホールが営業を開始した。

## 世界各地のビアホール
ドイツ・ミュンヘンのオクトーバーフェスト、シュトゥットガルトのカンシュタッター・フォルクスフェスト（独語版記事）などドイツの各種お祭りでは、テントやプレハブ建てによる仮設の大型ビアホールが設営され、生バンド演奏等により盛大に祭りが行われる。
ドイツ南部の都市ではビアホールが飲食や合唱や集会場などの役割を果たしてきた。ホフブロイハウス社が所有するミュンヘン都心の「ホフブロイハウス・アム・プラッツ」などが有名である。ホフブロイハウス・アム・プラッツや、同じくミュンヘンにあった「ビュルガーブロイケラー」はナチスの歴史上でも重要な場所であった。前者ではナチスの結成集会が開かれ、後者はミュンヘン一揆の舞台にもなった。